# Iglesia de San Martín (Mura)
La iglesia de Sant Martí se encuentra en la localidad catalana de Mura, en la comarca del Bages.
Se trata de un edificio románico de tres naves: la primera construida en el siglo XI; la nave principal del siglo XII y una tercera nave que se añadió al conjunto en 1697. Fue también el siglo XVII cuando se construyó el campanario.
De la primitiva nave aún se conserva la cabecera. Es de forma rectangular, rematada con dos ventanas. Está decorada con un friso lombardo en su fachada norte. En la oeste se sitúa una sencilla puerta. La nave está dividida en dos tramos; el primero tiene cubierta de bóveda de medio punto y el segundo bóveda apuntada. Los tramos están delimitados mediante un arco toral.
En 1437, un terremoto afectó de forma importante al edificio. Se realizó una reforma durante la que se suprimieron los arcos que servían de unión entre la nave central y la románica. En su lugar se construyó una única arcada adovelada. Además, se reconstruyó la cubierta de la nave central.
El ábside de la nave central es semicircular y está decorado, tanto en su parte interior como en la exterior, con arcuaciones. Seis arcadas, en grupos de dos, decoran el ábside exterior. En algunos de los capiteles las decoraciones presentan motivos florales y geométricos. En otros aparecen representadas imágenes de la vida de San Martín. En el interior presenta tres hornacinas en las que se sitúan tres ventanales de gran tamaño, enmarcadas por arcos adovelados. Está cubierto con bóveda de medio punto.
Destaca la portalada de la nave principal, en la que se pueden ver arquivueltas soportadas por columnas. Estas están rematadas por capiteles. En el tímpano aparece representada la Adoración de los Reyes Magos. En el centro puede verse la figura de la Virgen María con el Niño en su regazo. A su lado aparece San José y una mujer que representa a la comadrona. Las figuras de los Reyes Magos están presentando sus ofrendas al infante. Aparecen también dos ángeles que portan unos incensarios y la estrella de Belén. Quedan algunos restos que hacen pensar que el dintel era policromado. Se encuentra en muy buen estado de conservación.

## Galería de imágenes

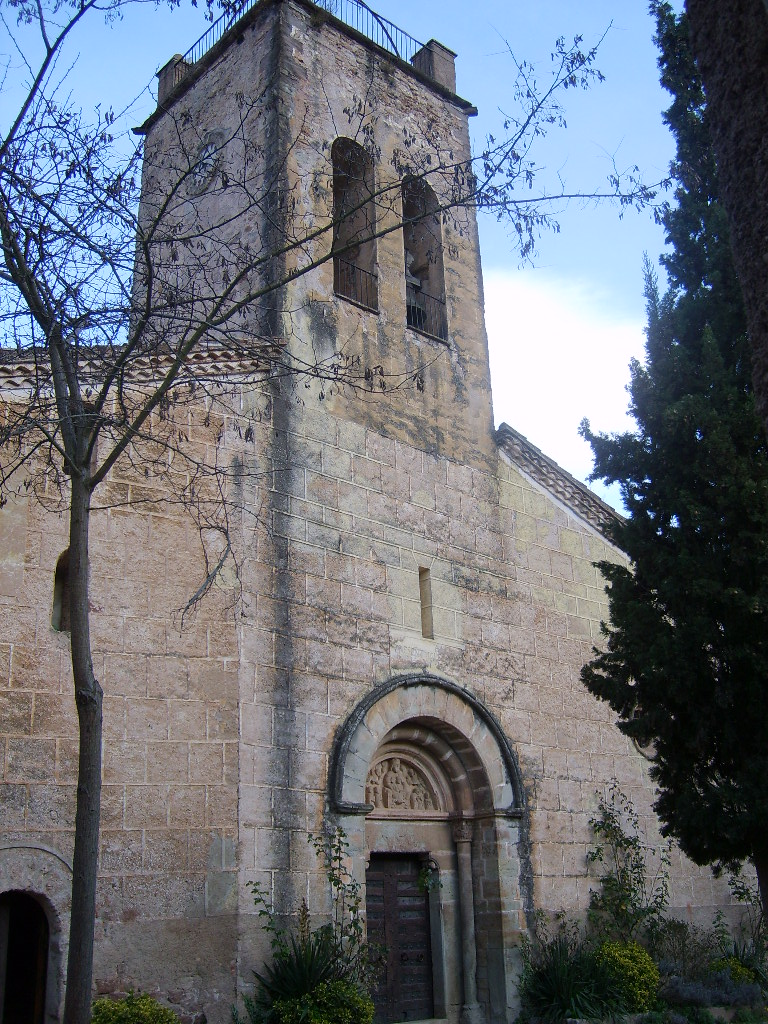
Fachada
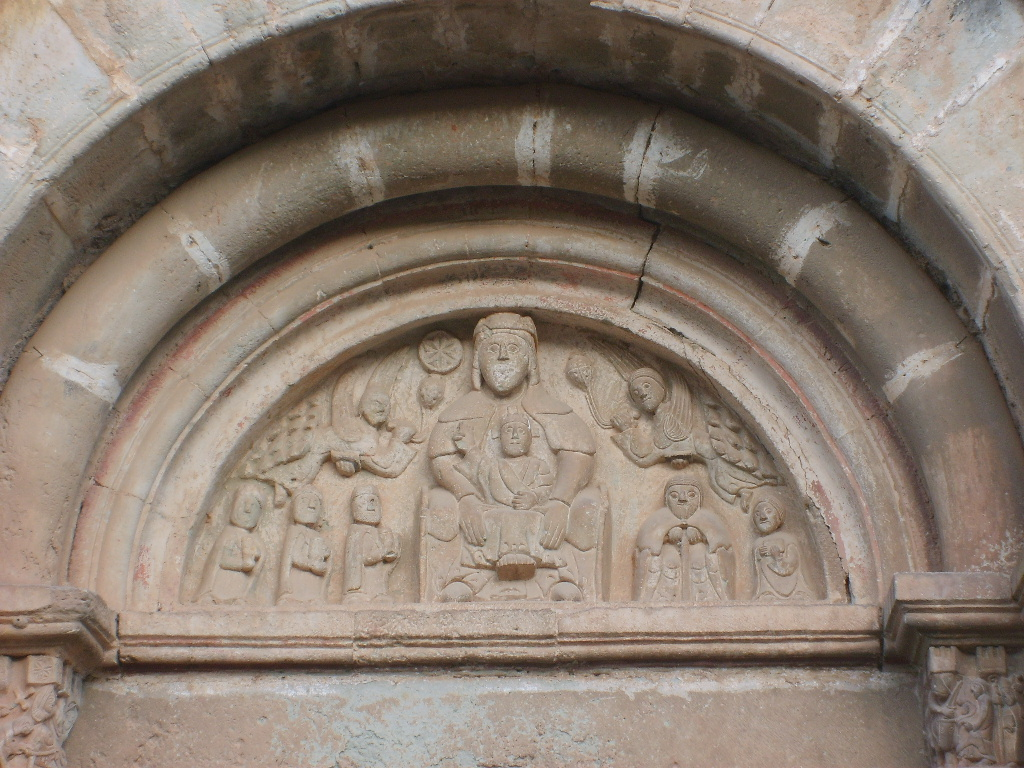
Tímpano
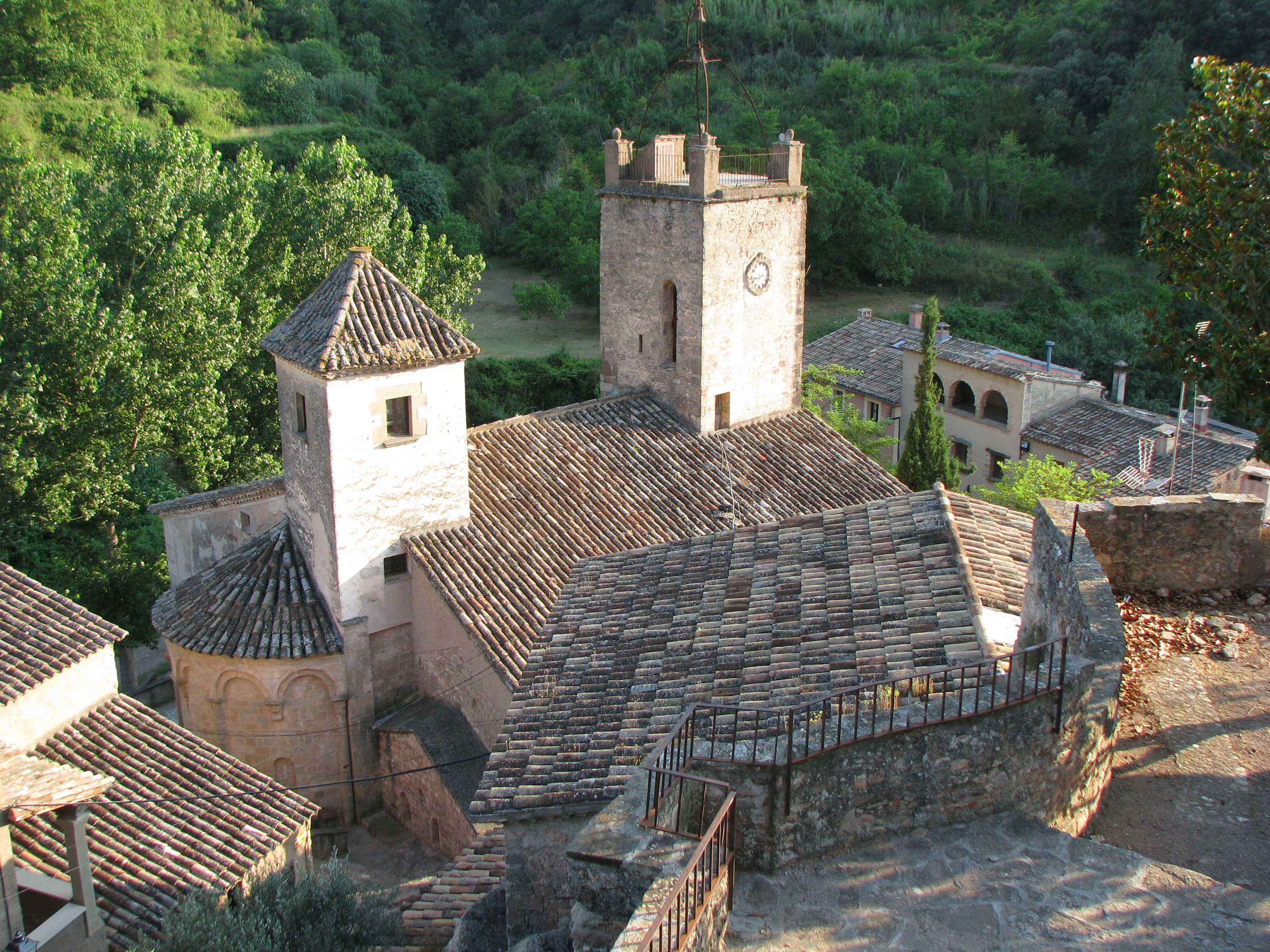
Vista de la parte superior